# Edward Lorenz
Edward Norton Lorenz (West Hartford, Connecticut, 1917. május 23. – Cambridge, Massachusetts, 2008. április 16.) amerikai matematikus, meteorológus, a káoszelmélet egyik megalkotója.
A különös attraktorok felfedezője és ő alkotta meg a pillangóhatás kifejezést.

## Élete
Az Egyesült Államokban született. Matematikát tanult New Hamphshire-ben a Dartmouth-i Egyetemen, valamint Massachusettsben a Harvard Egyetemen.
A második világháború során meteorológusként szolgált az Egyesült Államok légierejénél.
A háború után meteorológiát tanult. A Massachusetts Institute of Technology-n (MIT) diplomázott, ahol később évekig professzorként működött. 1987-től haláláig az MIT emeritus professzora volt.
Tevékenységéért számos díjat kapott, így többek közt:
- 1969 Carl Gustaf Rossby Kutatási Kitüntetés, Amerikai Meteorológiai Társulat.
- 1973 Symons Arany Emlékérem, Királyi Meteorológiai Társulat.
- 1983 Crafoord-díj, Svéd Királyi Tudományos Akadémia.
- 2004. május 12. Buys Ballot érem.

## Munkássága
Lorenz felépítette az atmoszféra légmozgásainak matematikai modelljét.
Ahogy tanulmányozta az időjárásrendszert észrevette, hogy az nem mindig az elvárásoknak megfelelően változik. A kezdeti feltételek pár perces megváltoztatásai a kezdetleges számítógépes időjárásmodelljében (1960), hatalmas eltéréseket eredményeznének az időjárásban. A bonyolult rendszerek érzékenysége a kezdeti feltételekre pillangóhatás néven vált közismertté.
Lorenz fel kívánta tárni ennek matematikai alapjait, következtetéseit a Determinisztikus nemperiodikus folyam (Deterministic Nonperiodic Flow) c. tanulmányában hozta nyilvánosságra, mely egy viszonylag egyszerű egyenletrendszerből kiindulva végtelen bonyolult rendszerbe torkollott, ez a Lorenz-attraktor.